# Кариус, Лорис
Ло́рис Свен Ка́риус (нем. Loris Sven Karius; род. 22 июня 1993, Биберах-на-Рисе, Баден-Вюртемберг, Германия) — немецкий футболист, вратарь клуба «Шальке 04».

## Биография
Лорис родился в Биберах-ан-дер-Рисе, где жил вплоть до своего отъезда в Манчестер. Лорис появился в семье Харальда и Кристины Кариус. Отец был против футбола — он надеялся, что сын пойдёт по его стопам и будет выступать в мотокроссе. Однако дедушка Лориса, Карл, поощрял его сосредоточиться на футболе. Мать была рада, потому что футбол менее травмоопасен.
Обучался в местной гимназии имени Йоганна Песталоцци, однако уже после восьмого класса был вынужден переходить на домашнее обучение. В футбольную секцию пошел в пять лет, затем несколько раз менял академии: «Биберах». «Меттенберг», «Ульм 1846». В последней Лорис провёл четыре года, после чего переехал в академию действующего чемпиона Германии «Штутгарт». В юниорском составе швабской команды провёл четыре сезона и дважды становился чемпионом дивизиона B.

## Клубная карьера
В 2009 году талантливый голкипер, успевший к этому времени засветиться в сборных Германии до 16, 17 и 18 лет, был куплен «Манчестер Сити». Сумма трансфера составила скромные 300 тысяч евро — именно столько «Штутгарт» смог затребовать за воспитание игрока. Лорису обещали тренировки в основном составе с Джо Хартом. Его не обманули, немец действительно тренировался вместе с основной командой, но пробиться в основу было невозможно. Кариус жил в интернате «горожан» и сам не очень любит вспоминать это время. Через год после прихода в академию Кариус впервые сыграл за дубль, выйдя на поле в матче против резервистов «Уигана». В сезоне 2010/11 он провёл ещё несколько встреч в турнире дублеров, после чего вернулся на родину, присоединившись на правах аренды к «Майнцу».

### «Майнц 05»

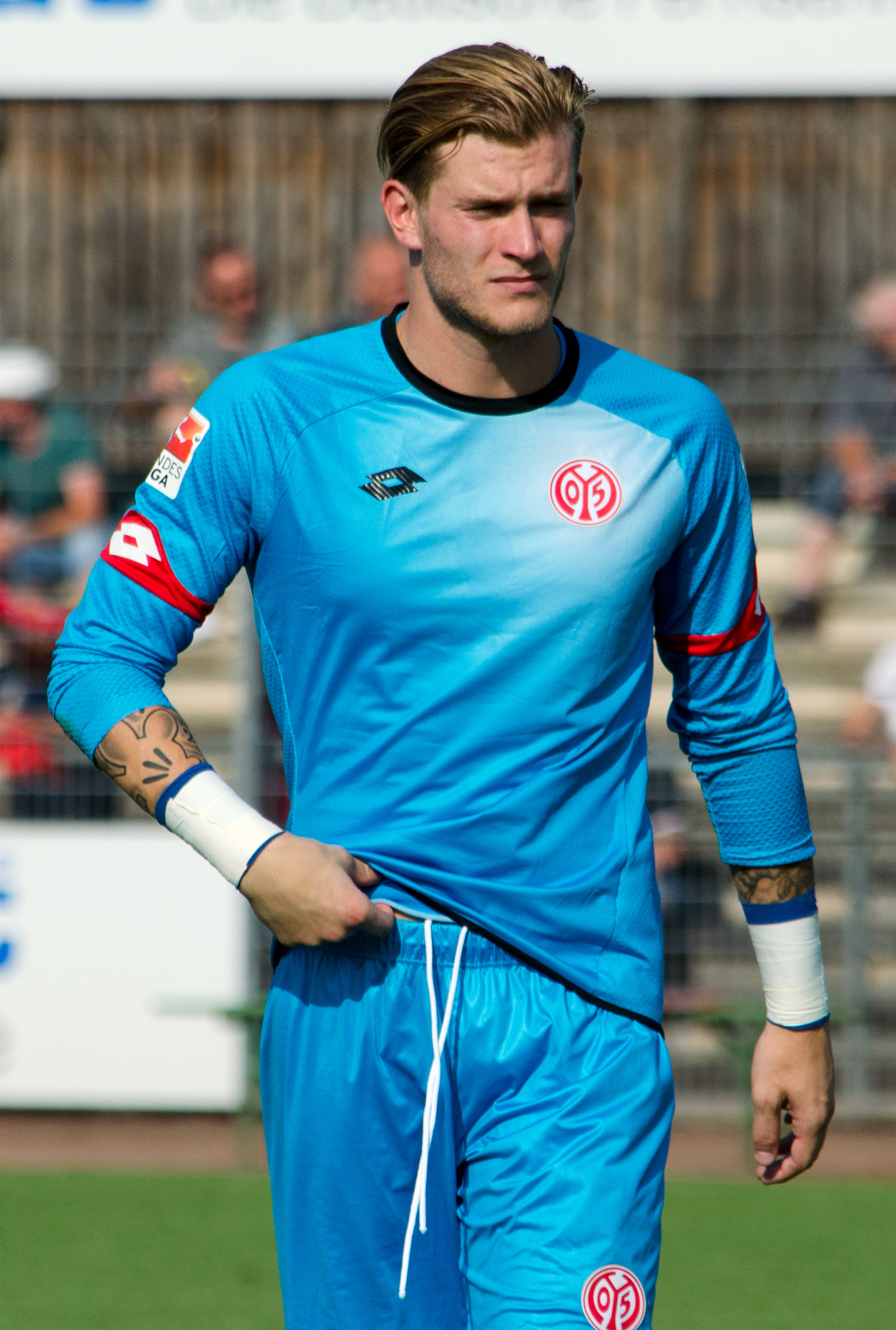
Кариус в составе «Майнца».

Изначально Кариус брался для второй команды «Майнца», что и подтвердил первый сезон. Он вышел в 18 матчах региональной лиги. 1 декабря 2012 года дебютировал в основном составе, заменив травмированного Кристиана Веткло в поединке против «Ганновера» (2:1). С ноября 2013 Кариус стал основным голкипером «Майнца», не пропуская ни одной встречи Бундеслиги и Кубка Германии. Именно с Лорисом в воротах «Майнц» вернулся в еврокубковую зону и получил возможность представлять Германию в Лиге Европы. 31 июля «Майнц» минимально одолел дома «Астерас» (1:0) — это был дебют Кариуса в еврокубках. В 2013 году присоединился к немцам на правах свободного агента.
По ходу сезона 2014/15 его начали связывать с некоторыми европейскими клубами: «Бенфикой», «Фиорентиной», «Астон Виллой» и «Вест Бромвичем». «Майнц» боялся отпустить своего голкипера бесплатно, поэтому зимой 2015 продлил с ним контракт на три года. Ещё через один сезон немцем начали интересоваться уже крупные клубы: «Ливерпуль», «Эвертон», «Атлетико». В мае 2016 года стало известно, что «Ливерпуль» опережает своих конкурентов и практически согласовал трансфер Кариуса.

### «Ливерпуль»
24 мая 2016 года было объявлено о переходе Кариуса в «Ливерпуль». Контракт рассчитан на 5 лет. Сумма трансфера составила около 6 млн евро. Позже немец поделился эмоциями от перехода в «Ливерпуль»:
Это честь – играть за такой клуб. У «Ливерпуля» особенная история и невероятные болельщики. С нетерпением жду игры на «Энфилде». Я знаю многое о «Ливерпуле», смотрел их матчи по ТВ. Историю клуба знает каждый, кто играет в футбол.
Кариус стал основным выбором Клоппа во время предсезонных сборов английской команды. В июле он сыграл в четырёх товарищеских матчах, не пропустив ни одного гола. Эксперты прочили ему место в стартовом составе «красных» на дебютный матч АПЛ против «Арсенала», однако за полторы недели до возобновления чемпионата Кариус сломал руку, вылетев на два месяца. Дебютировал в составе клуба 20 сентября 2016 года против «Дерби Каунти», сыграв на ноль. 24 сентября состоялся дебют игрока в чемпионате Англии: на «Энфилде» был разгромлен «Халл» (5:1). В середине октября Кариусу наконец-то удался дебютный «сухарь» в АПЛ, тогда «мерсисайдцы» сыграли вничью с «Манчестер Юнайтед» (0:0). 24 октября Клопп сказал, что именно Кариус — первый номер «Ливерпуля». В декабре после нескольких ошибок, что привели к пропущенным голам, Лорис был отправлен на скамейку запасных.
26 мая 2018 в финале Лиги чемпионов с «Реалом» (1:3) Кариус допустил грубую ошибку. В первом случае Лорис просто бросил мяч в ноги Карима БенземаПосле поединка немец принёс извинения партнёрам по команде и болельщикам за пропущенные в этом матче голы. Он признал, что команда проиграла именно из-за его неверных действий.
Сразу после матча в течение одного дня голкипер и его семья получили более сотни угроз в соцсетях. Комментарии болельщиков зачастую выглядели крайне недоброжелательными. Один из фанатов сообщил, что «убьёт его девушку», второй пожелал его сыновьям «умереть от рака». Полиция Мерсисайда занималась расследованием данного инцидента.
Спустя неделю после финального матча выяснилось, что причиной допущенных Кариусом ошибок стало сотрясение мозга, которое он получил после столкновения с капитаном мадридского «Реала» Серхио Рамосом. Проведённое обследование выявило, что голкипер мог допустить ошибки из-за возникшей после столкновения с Рамосом зрительной пространственной дисфункции, которая мешала Кариусу определять положение предметов в пространстве.
Матч финала Лиги Чемпионов против «Реала» в Киеве остаётся последним в составе «Ливерпуля» для голкипера. Контракт Кариуса с «Ливерпулем» закончился летом 2022 года.

#### Аренды в «Бешикташ» и «Унион»
25 августа 2018 года было объявлено, что Кариус переходит на правах аренды в турецкий «Бешикташ». Арендное соглашение было рассчитано на два года, но игрок покинул команду раньше — в апреле 2020 года, поскольку турецкий клуб не выплачивал зарплату в размере € 1,5 млн в год в полном объёме.
28 сентября 2020 года руководством «Ливерпуля» было объявлено, что Кариус проведёт следующий сезон в берлинском «Унионе».

### «Ньюкасл Юнайтед»
12 сентября 2022 года Кариус подписал с «Ньюкасл Юнайтед» краткосрочный контракт до 31 декабря 2022 года, с возможностью продления до конца сезона. Главный тренер «сорок» Эдди Хау планировал использовать Кариуса в качестве дублера Ника Поупа, поскольку запасной вратарь Карл Дарлоу был травмирован, а Мартин Дубравка был отдан в аренду «Манчестер Юнайтед» незадолго до окончания трансферного окна. Кариус дебютировал за «Ньюкасл» 23 февраля 2023 года в финале Кубка английской лиги против «Манчестер Юнайтед». Для голкипера это был первый матч за 728 дней — ранее он выходил на поле 28 февраля 2021 года. 
Летом 2023 года его контракт с «Ньюкаслом» был продлен еще на один год. Единственный матч в сезоне Кариус провёл 24 февраля 2024 года против «Арсенала» в рамках 26-го тура Премьер-лиги, пропустив в нём четыре гола. После завершения сезона контракт Кариуса не был продлён и он стал свободным агентом.

### «Шальке 04»
14 января 2025 года Лорис Кариус подписал контракт до конца сезона 2024/25 с немецким клубом Второй Бундеслиги «Шальке 04». 28 февраля 2025 года дебютировал за «горняков» в матче против клуба «Пройссен Мюнстер». 11 июня 2025 года, Кариус официально продлил контракт с «Шальке 04» сроком на два года до 30 июня 2027 года.

## Личная жизнь
Встречается с популярной итальянской телеведущей Дилеттой Леоттой.

## Статистика выступлений
По состоянию на 24 февраля 2024 года.
| Выступление      | Выступление      | Выступление      | Чемпионат | Чемпионат | Кубки | Кубки | Еврокубки | Еврокубки | Итого | Итого |
| Клуб             | Лига             | Сезон            | Игры      | Голы      | Игры  | Голы  | Игры      | Голы      | Игры  | Голы  |
| ---------------- | ---------------- | ---------------- | --------- | --------- | ----- | ----- | --------- | --------- | ----- | ----- |
| → Майнц 05 II    | «Запад»          | 2011/12          | 18        | -24       | —     | —     | —         | —         | 18    | -24   |
| → Майнц 05 II    | «Юго-Запад»      | 2012/13          | 6         | -13       | —     | —     | —         | —         | 6     | -13   |
| → Майнц 05 II    | «Юго-Запад»      | 2013/14          | 3         | -5        | —     | —     | —         | —         | 3     | -5    |
| → Майнц 05 II    | Итого            | Итого            | 27        | -42       | —     | —     | —         | —         | 27    | -42   |
| Майнц 05         | Бундеслига       | 2012/13          | 1         | 0         | 0     | 0     | 0         | 0         | 1     | 0     |
| Майнц 05         | Бундеслига       | 2013/14          | 23        | -31       | 0     | 0     | 0         | 0         | 23    | -31   |
| Майнц 05         | Бундеслига       | 2014/15          | 33        | -41       | 1     | -5    | 2         | -3        | 36    | -49   |
| Майнц 05         | Бундеслига       | 2015/16          | 34        | -42       | 2     | -2    | 0         | 0         | 36    | -44   |
| Майнц 05         | Итого            | Итого            | 91        | -114      | 3     | -7    | 2         | -3        | 96    | -124  |
| Ливерпуль        | Премьер-лига     | 2016/17          | 10        | -12       | 6     | -4    | 0         | 0         | 16    | -16   |
| Ливерпуль        | Премьер-лига     | 2017/18          | 19        | -14       | 1     | -1    | 13        | -16       | 33    | -31   |
| Ливерпуль        | Итого            | Итого            | 29        | -26       | 7     | -5    | 13        | -16       | 49    | -47   |
| → Бешикташ       | Суперлига        | 2018/19          | 30        | -39       | 0     | 0     | 5         | -10       | 35    | -49   |
| → Бешикташ       | Суперлига        | 2019/20          | 25        | -29       | 2     | -6    | 5         | -11       | 32    | -46   |
| → Бешикташ       | Итого            | Итого            | 55        | -68       | 2     | -6    | 10        | -21       | 67    | -95   |
| → Унион          | Бундеслига       | 2020/21          | 4         | -1        | 1     | -3    | 0         | 0         | 5     | -4    |
| → Унион          | Итого            | Итого            | 4         | -1        | 1     | -3    | 0         | 0         | 5     | -4    |
| Ньюкасл Юнайтед  | Премьер-лига     | 2022/23          | 0         | 0         | 1     | -2    | 0         | 0         | 1     | -2    |
| Ньюкасл Юнайтед  | Премьер-лига     | 2023/24          | 1         | -4        | 0     | 0     | 0         | 0         | 1     | -4    |
| Ньюкасл Юнайтед  | Итого            | Итого            | 1         | -4        | 1     | -2    | 0         | 0         | 2     | -6    |
| Всего за карьеру | Всего за карьеру | Всего за карьеру | 207       | -255      | 14    | -23   | 25        | -40       | 246   | -318  |